# 艾羅薩山
42°27′03″N 1°34′49″E / 42.4507°N 1.5803°E

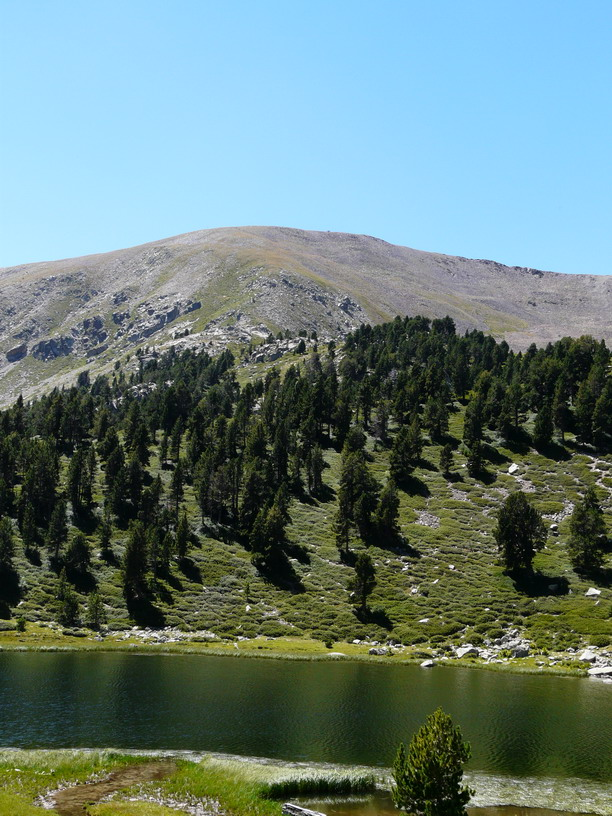

艾羅薩山是西班牙的山峰，位於該國東北部加泰羅尼亞，處於首都馬德里東北面約500公里，海拔高度2,755米，受大陸性氣候影響，每年平均降雨量1,002毫米。